# ボビー・エドナー

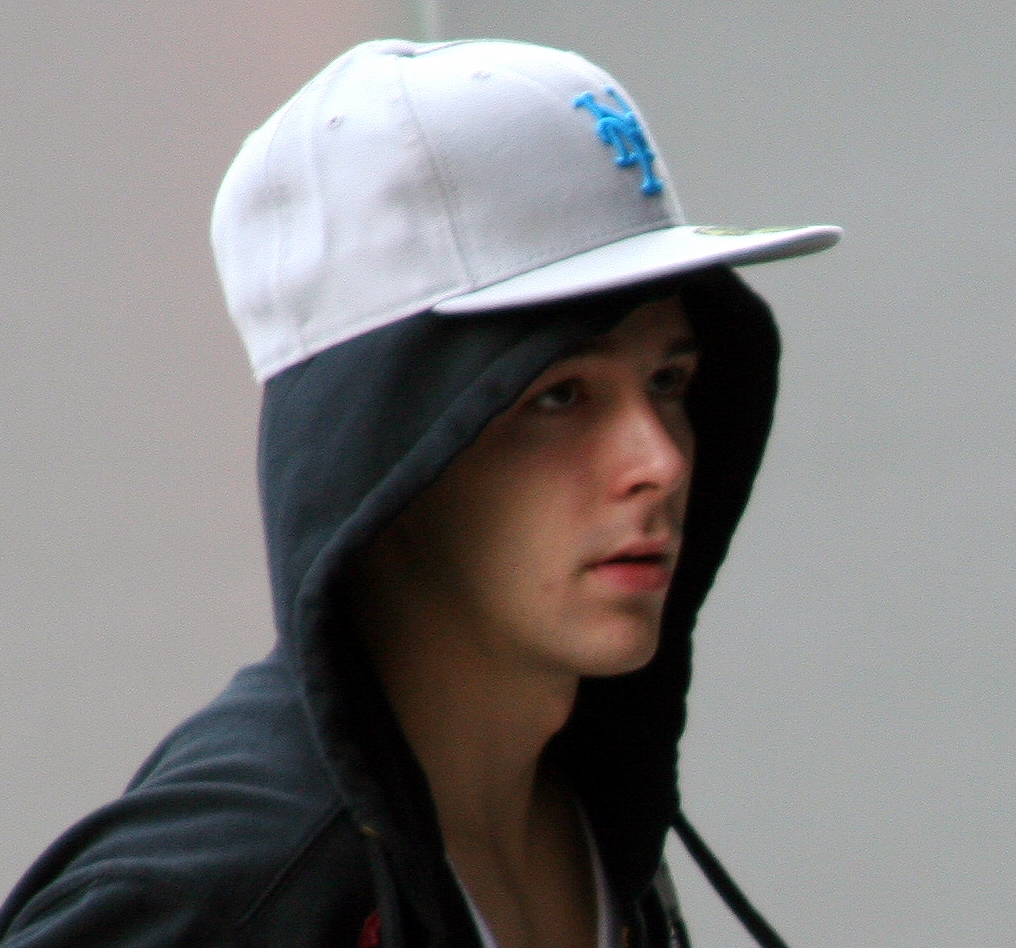

ロバート・チャールズ“ボビー”エドナー（Robert Charles "Bobby" Edner, 1988年11月5日 - ）はアメリカ合衆国カリフォルニア州ダウニー出身の俳優、歌手である。

## 出演作品

### ゲーム
- ファイナルファンタジーシリーズ
  - ファイナルファンタジーXII（ヴァン）
  - ディシディア デュオデシム ファイナルファンタジー（ヴァン）